# Норрмальм (округ)

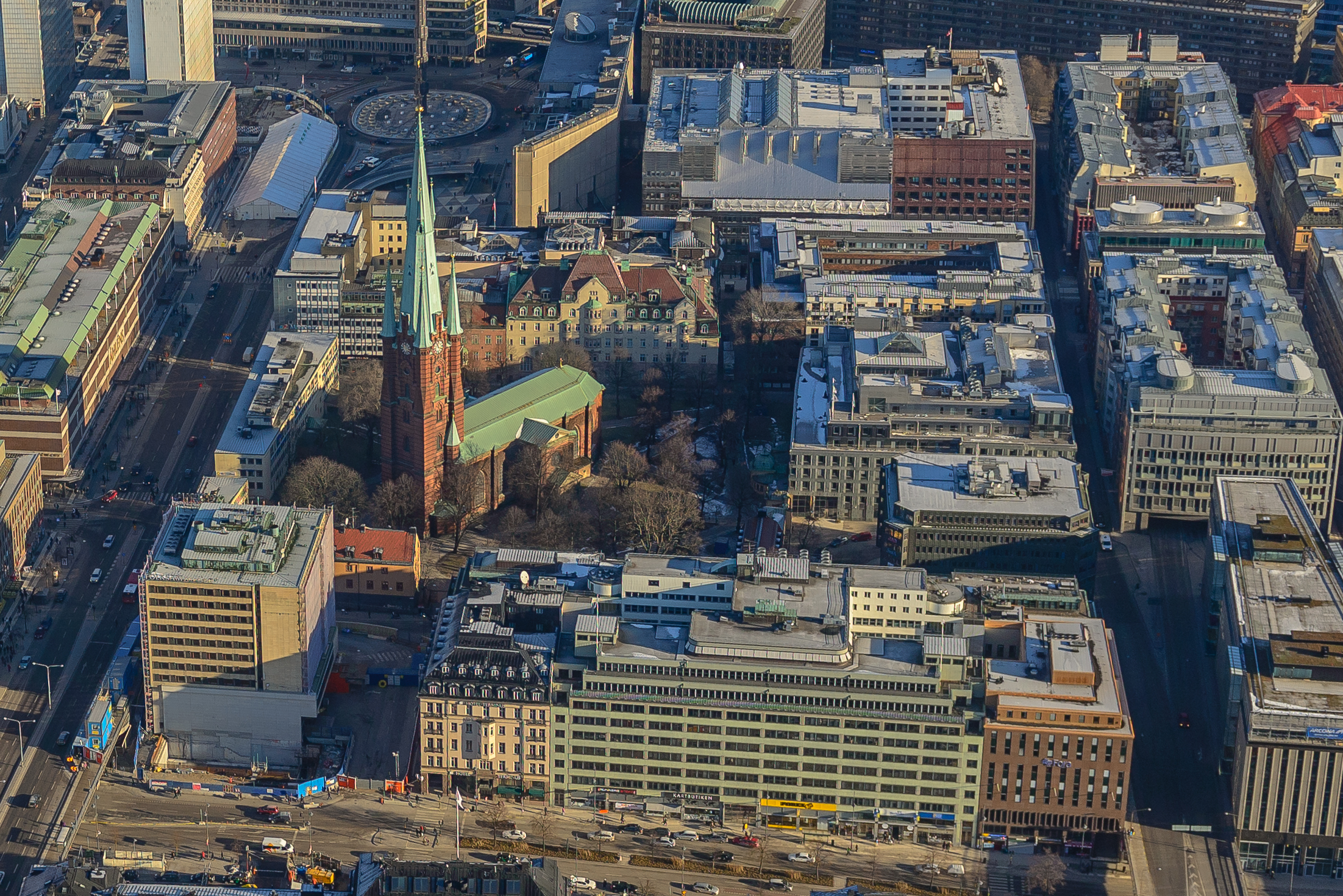
Панорама Норрмальма в районе церкви Св. Клары

Норрмальм (швед. Norrmalm) — городской округ в северной половине Стокгольма, давший название одноимённому району. Южная часть округа, Нижний Норрмальм (Nedre Norrmalm), составляет центральную часть Стокгольма, в то время как в северная — спальный район.
Название Норрмальм впервые упоминается в 1288 году. В 1602-35 гг. Норрмальм был независимым городом с собственными органами самоуправления (Norra Förstaden). В конце XIX века после строительства здесь Центрального вокзала Норрмальм стал самым оживлённым районом города. Район пересекает главная торговая улица города — Дроттнинггатан.
Когда в 1950-60-х происходила реконструкция Норрмальма, историческая застройка на юге Норрмальма была снесена, а на её месте появились современные безликие здания. Результатом реконструкции стали большая площадь Сергельсторг и Клара-туннель.